# Lista de grupos de ídolos da Coreia do Sul

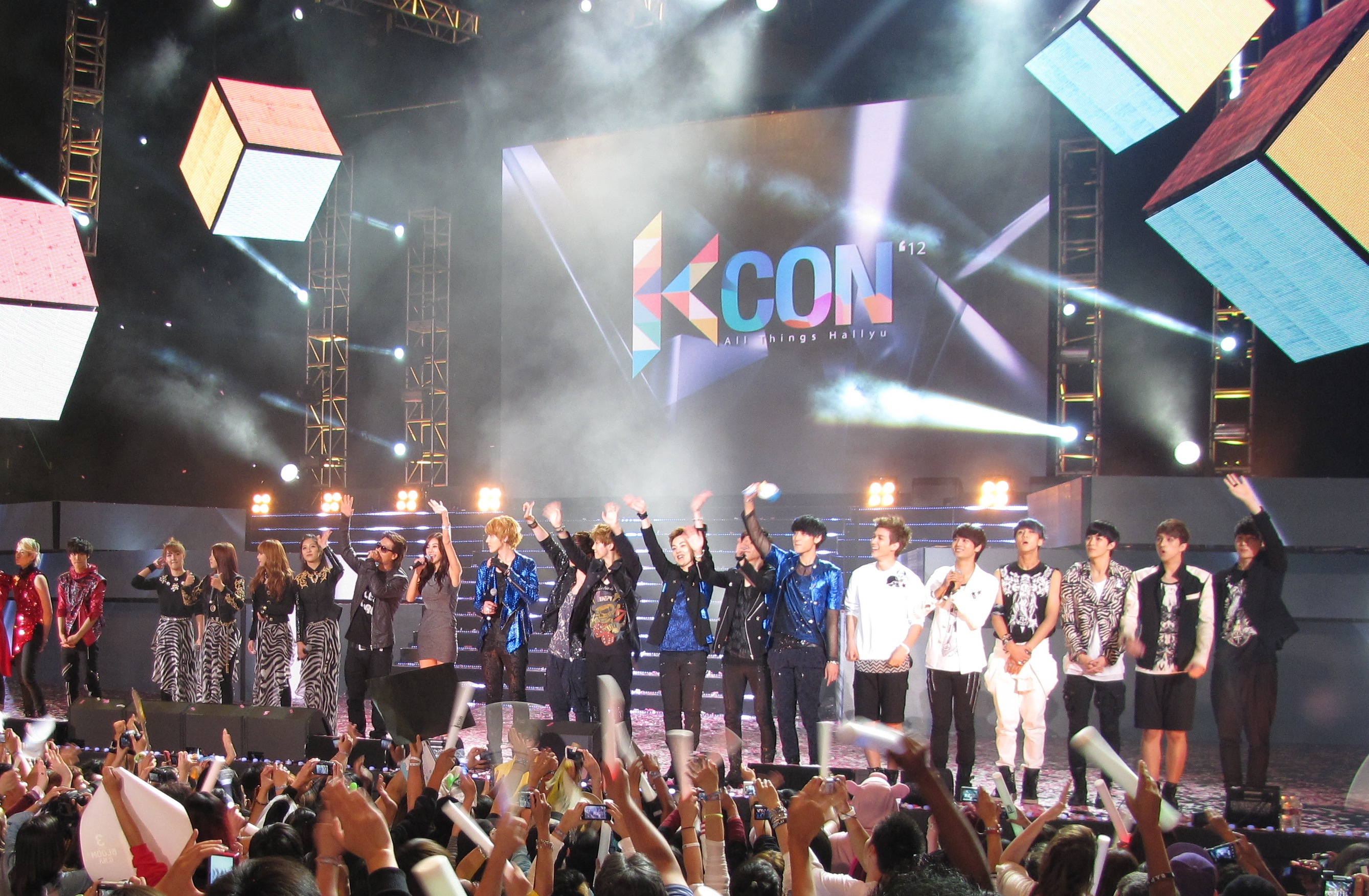
Grupos de ídolos no palco do KCON 2012.

Esta é uma lista de grupos de ídolos da Coreia do Sul. Isso inclui listas de grupos femininos e masculinos classificados por ano de estreia. Os grupos de ídolos sul-coreanos começaram a aparecer após o sucesso de Seo Taiji and Boys, cuja estreia, realizada em 1992, é considerada como o ponto de virada na história da música popular coreana. O recorde em número de estreias de novos artistas de K-pop foi o ano de 2012, onde 33 grupos masculinos e 38 grupos femininos estrearam.